# Rafael Battestini Galup
Rafael Battestini Galup (Barcelona, 30 de desembre de 1886 – Tarragona, 22 d'abril de 1939) fou un metge i militant polític català.

## Vida
Fou nat al carrer de Sant Pau de la ciutat comtal. En el si del matrimoni format per Nicolau Battesttini i Josepa Galup, fou primogènit entre els seus germans, aquests foren altrament Isabel i Nicolau (eixe últim fou diputat pel Parlament de Catalunya, amb anterioritat a l'esclat de la Guerra Civil Espanyola).
Obtingué el títol de Batxiller l'any 1902. Obtingué finalment la llicenciatura en Medicina l'any 1909. Entre els anys 1909 i 1919 va ser metge de les localitats de Calafell i l'Espluga de Francolí, d'aquest últim lloc,a més, en va supervisar el Balneari de les Masies en aquell moment propietat del seu col·lega Barceloní, Salvador Roca Ballber.
El 1919, va haver de deixar temporalment la plaça de metge a la localitat de la Conca de Barberà per recuperar-se d'una homeopatia. El 1920 es va reincorporar a la feina, aquest cop a la vila del Catllar. Lloc on va contraure matrimoni amb la Sra. Dolors Tutusaus i Ventosa, natural de Calafell.
El primer d'agost de 1923, després de passats tots els tràmits administratius corresponents i, ser aprovat per la junta Administrativa de l'Hospital de Sant Pau i Santa Tecla de Tarragona, va prendre possessió del seu càrrec. El 24 de març de l'any següent era nomenat director del centre hospitalari mencionat.
Va mantenir el seu càrrec fins al 1939, quan la Generalitat el va destituir. Un cop efectiva la seva destitució va obrir una consulta mèdica al carrer Méndez Núñez de Tarragona, ubicant la seva residència fora de la ciutat, a Vilallonga. Durant algun temps, amb l'entrada de les tropes nacionals a Tarragona, es va traslladar a la ciutat de Barcelona pressionat per amistats. Un cop finalitzar el conflicte armat, va decidir retornar a la ciutat de Tarragona, lloc on va ser arrestat temps després i on es va produir el consell de guerra que el va sentenciar a mort.

## Obra científica
Fou un personatge molt compromès amb la seva disciplina, va observar una gran deferència pels habitants de la vila Barberenca. Juntament amb el seu germà va investigar les febres de Malta amb blau de metilè.
Un cop a l'hospital de Santa Tecla, va iniciar una feina de remodelació i modernització dels espais del centre mèdic. Va investigar sobre l'apendicitis, helmintosi infantil, tuberculosi o a l'epidèmia del Vendrell del 1911.

## Empresonament, judici i afusellament
Va ser un fervent militant catalanista, membre de l'Acció Catalana, on va ser un dels seus principals ideòlegs al camp de Tarragona. Un cop les tropes franquistes van entrar a la ciutat, va ser detingut a causa al seu catalanisme, detenció que es va fer efectiva el dia 10 de març de 1939. Tot i que durant la República s'havia mantingut relativament al marge de la política activa.
Era un element a reprimir a causa dels fets anteriors. Va ser llargament visitat pel sacerdot de la presó, el jesuïta Fransesc Serra i Lluís, professor al Seminari de Tarragona, lloc on va comunicar als seus alumnes que poc abans de finar va pronunciar les paraules que segueixen "Preguem perquè no vingui l'indult, perquè ara tinc segura la meva salvació", se sap era un entusiasta practicant catòlic, fet que no va atenuar la seva condició per part de l'Espanya Nacional de «rojo-separatista», ni li va atorgar gaires simpaties durant la guerra en zona republicana.
Ni la carta del Doctor Cartañà (Bisbe de Girona), demanant l'indult del metge a Gómez-Jordana (en aquell moment vicepresident del Govern de l'Espanya Nacional) va evitar la pena de mort, succeïda el dia 22 d'abril de 1939, fou afusellat.